# غروب در دیاری غریب
غروب در دیاری غریب نمایشنامه‌ای است از بهرام بیضایی، نوشته به سالِ ۱۳۴۱. این نمایشنامه با دو تای دیگر به نام‌های «عروسکها» (۱۳۴۱) و «قصه‌ی ماه پنهان» (۱۳۴۲) سه‌گانهٔ عروسکی بیضایی را تشکیل می‌دهد.

## داستان
مرشدِ عروسک‌گردانی است که خیمه‌شب‌بازی را آغاز می‌کند. عروسک‌هایش دختر و پهلوان و سیاه و دیو هستند. دختر و پهلوان خاطرخواهِ همَند و پهلوان می‌خواهد تا چندی بعد کنار برکهٔ سبز کومه‌ای بسازد و دختر را به خانه‌اش برد. برکهٔ سبز زیباست، ولی دختر از این که خانه‌اش بر کنار برکهٔ سبز باشد هراس دارد؛ چراکه دیوی در آن سوی برکه بر سر راهِ باغی با سیب‌های زرّین در غاری خانه دارد و به هیچ‌کس رحم نمی‌کند. پهلوان برای آسایش خاطر دختر - که دیوی نیست یا اگر هست کشته می‌شود - به جنگ دیو می‌رود. چون پهلوان با دیو روبرو می‌شود می‌بیند که دیو مقاومتی نمی‌کند و آماده است تا به دست او کشته شود. پهلوان پس از پرس و جو و پافشاری فراوان از زبان دیو چیزهایی می‌شنود که از نبرد چشم می‌پوشد. دیو می‌گوید که نیایَش سیاهی بوده که در سیاهچالی در بند شده بوده و زشت و پلشت گشته بوده. دیو می‌گوید که برکهٔ سبز همانا اشک‌های او و نیاکان تبعیدیش است که در دوری و تنهایی به حال خویش گریسته‌اند. دیو به پهلوان می‌گوید که آدمی دیو را برای آن آفرید تا زشتی و پلیدی خود را نادیده گیرد و وصف خود را بر دیوان حمل کند؛ و او اینک سال‌هاست که چشم به راهِ پهلوانی است که باید او را از رنج زندگی برهاند. اینک پهلوان حاضر نیست دیو را بکشد. در عین حال سیاه نزد دختر آمده و می‌گوید که پیری در شهر پیشگویی کرده که پهلوان به دست دیو کشته می‌شود و مردم شهر هم می‌خواهند در جستجوی باغِ سیب‌های زرّین بروند. در آشتی پهلوان و دیو و آنگاه که پهلوان راه برگشت پیش گرفته، مرشد تاب سرپیچی پهلوان را ندارد و نمی‌خواهد که قصّه ناقص بماند و نبردی سر نگرفته باشد. پس پهلوان را از بساط خیمه‌شب‌بازی برمی‌گیرد و به خشم از هم می‌درد و پاره می‌کند. سپس پیش چشم دختر و سیاه که در پی پهلوان آمده‌اند، دیو را، به این خاطر که مرشد را قاتل معرفی کرده، به همان ترتیب می‌کشد. پس از آن دختر از غم مرگ پهلوان در کنارش می‌افتد و می‌میرد. سرانجام مرشد و سیاه بر سر هم فریاد می‌کشند و مرشد که ناتوان شده و بازیش خراب شده، صحنه را در هم می‌شکند، از تماشاکنان پوزش می‌خواهد که داستان ناتمام مانده و عروسک‌ها به فرمان نبوده‌اند، و از این که ممکن است خودش دیو بوده باشد در شگفت می‌ماند.

## متن
بیضایی «غروب در دیاری غریب» را سالِ ۱۳۴۱ نگاشت و پاییزِ سالِ بعد با دو نمایشنامهٔ عروسکیِ دیگر، یعنی «عروسکها» (۱۳۴۱) و «قصّه‌ی ماه پنهان» (۱۳۴۲)، یکجا در کتابِ سه نمایشنامه‌ی عروسکی چاپ کرد. چاپ دوّم این کتاب بهار سال ۲۵۳۷ به تاریخ شاهنشاهی در انتشاراتِ نگاه منتشر شد. سرانجام سال ۱۳۸۲ نسخهٔ بازنگری‌شده‌ای از این نمایشنامه در جلدِ یکُمِ دیوان نمایش در انتشاراتِ روشنگران و مطالعات زنان چاپ شد و همین متن در زمستانِ ۱۳۹۴ باز همراهِ دو نمایشنامهٔ عروسکیِ دیگر به صورتِ کتابِ سه نمایشنامه‌ی عروسکی به وسیلهٔ انتشاراتِ روشنگران و مطالعات زنان طبع شد.
بعدها بیضایی در مقاله‌ای نوشت که در تابستانِ ۱۳۲۹ یا ۱۳۳۰ در روزهای دانش‌آموزی در کویْ دوره‌گردی با جامهٔ محلّی و با جعبه‌ای حمایل دیده‌است که بر بامش دو عروسک زن و مردِ رنگینِ اسب‌سوار بوده. او خیال می‌کند که عروسک‌های نمایشنامه‌های عروسکی و غیرعروسکیش ممکن است از این دیدار کودکانه ملهم بوده باشد.

## در چشمِ دیگران
احسان یارشاطر در وصفِ نمایشنامه‌های عروسکیِ بیضایی شعرگونگیِ این آثار را ستوده و توضیح داده است که بیضایی در پایانِ غروب در دیاری غریب از معیّن کردنِ دیوِ پلیدِ راستینی خودداری کرده، زیرا مرشد که اسبابِ کار و بارش را نابود می‌کند، بیچاره و ناتوان بر جای می‌ماند و دیگر تماشایی در کار نیست. فرّخ غفّاری نیز شخصیتِ مرشد را با شخصیتِ خدا در اشترنامه همانند دیده است. اسماعیل نوری علاء بر این باور بوده که نمایشنامه‌های عروسکیِ بیضایی علی‌رغم منظوم نبودن «شعرترین نمایش‌نامه‌های فارسی بشمار میروند.» همایون علی‌آبادی غروب در دیاری غریب را هشداری نمایشی می‌داند به کسانی که جز تماشا کاری ندارند. وی می‌گوید که مرشد سرانجام تماشاکنان را متوجّه «افسانه حیات قهرمان» می‌سازد.

## نمایش
| "                  | آن سال‌ها من در آبادان زندگی می‌کردم و بیشتر به نوشتن علاقه داشتم. بیضایی آن سال‌ها برای اجرای نمایش غروب در دیار غریب همراه با عباس جوانمرد سفری به آبادان داشت، چون این امکان برا نمایش‌های موفق ایجاد می‌شد که بعد از تهران در دیگر شهرهای کشور نیز روی صحنه بروند. نمایش خیال‌پردازانه غریبی بود. همین شد سرآغاز دوستی طولانی‌مدت بین ما. | " |
| —ناصر تقوایی، ۱۳۹۵ | |   |

غروب در دیاری غریب نخستین بار ۸ شهریورِ ۱۳۴۳ در تلویزیون ایران (ثابت) توسّط گروه هنر ملّی و به کارگردانیِ عبّاس جوانمرد به نمایش درآمد و ۱۹ اسفندِ همان سال همراه با قصّه‌ی ماه پنهان در سینما تاجِ آبادان با همان گروه (با لایق به جای حسن خیاط‌باشی) و همان کارگردان بر صحنه اجرا شد. در این نمایش بیضایی مدیر صحنه بود و بازیگران عبارت بودند از:
| بازیگر           | نقش    |
| ---------------- | ------ |
| جمشید لایق       | مرشد   |
| نصرت پرتوی       | دختر   |
| فیروز بهجت محمّدی | پهلوان |
| حسین کسبیان      | سیاه   |
| عبّاس جوانمرد     | دیو    |

سالِ ۱۳۴۴ همین گروه همین دو نمایش را در جشنوارهٔ تئاترِ مللِ پاریس در تماشاخانهٔ شهر (که در آن زمان تالارِ سارا برنارد نام داشت) نمایش داد.

## به زبان‌های دیگر
این نمایشنامه به قلمِ ژیزل کاپوشینسکی به زبانِ انگلیسی درآمده و با ترجمهٔ انگلیسیِ نمایشنامه‌های عروسکیِ دیگرِ بیضایی و نمایشنامه‌هایی از دیگران در کتابی در آمریکا چاپ شده است:
- Beyza'i, Bahram. "Evening in a Strange Land." Modern Persian Drama: An Anthology. Translated & introduced by Gisèle Kapuscinski. Lanham: University Press of America. 1987. ISBN 0-8191-6579-4

ترجمهٔ فرانسویِ علی‌اصغر سروش از این نمایشنامه هنوز به صورتِ کتاب منتشر نشده است.